# Renia fraternalis
Renia fraternalis är en fjärilsart som beskrevs av Smith 1895. Renia fraternalis ingår i släktet Renia och familjen nattflyn. Inga underarter finns listade.